# Trietilamină
Trietilamina (abreviat TEA) este un compus organic cu formula chimică N(CH2CH3)3. Este un compus lichid, incolor și volatil, cu un miros de pește, asemănător cu cel de amoniac. Este utilizată ca bază în sinteza organică.

## Obținere
Trietilamina este obținută în urma reacției de alchilare a amoniacului cu etanol, la temperaturi cuprinse între 180 și 220 °C și în prezența unor catalizatori de tip oxizi metalici: